# نيكلاس بيرسون
نيكلاس بيرسون (بالسويدية: Niklas Persson)‏ هو لاعب هوكي الجليد سويدي، ولد في 26 مارس 1979 في Ösmo ‏ في السويد.

## وصلات خارجية
- نيكلاس بيرسون على موقع دوري الهوكي للقارات (الإنجليزية)
- نيكلاس بيرسون على موقع EliteProspects.com (الإنجليزية)
- نيكلاس بيرسون على موقع Eurohockey.com (الإنجليزية)
- نيكلاس بيرسون على موقع HockeyDB.com (الإنجليزية)